# Aznar / Lebón
Aznar / Lebón fue un proyecto musical formado por los argentinos Pedro Aznar y David Lebón, ambos antiguos miembros del grupo Serú Girán.
Ambos músicos realizaron una serie de conciertos de forma conjunta en 2007. En marzo de ese año ofrecieron varios conciertos en el teatro ND Ateneo, y en agosto del mismo año, estos fueron editados por EMI Argentina en dos discos compactos que incluyen canciones de Serú Girán y de ambos músicos como solistas, además de temas inéditos compuestos para la ocasión. Los discos fueron galardonados con el Premio Martín Fierro a la mejor ingeniería de sonido.

## Discografía
- Aznar / Lebón Volumen 1 (2007)
- Aznar / Lebón Volumen 2 (2007)